# Campeonato Mundial de Atletismo de 2023
El XIX Campeonato Mundial de Atletismo se celebró en Budapest (Hungría) entre el 19 y el 27 de agosto de 2023 bajo la organización de World Athletics y la Federación Húngara de Atletismo.
Las competiciones se realizaron en el Centro Nacional de Atletismo. Las pruebas de maratón y marcha se disputaron en un circuito urbano con salida y llegada en la Plaza de los Héroes de la capital húngara.

## Calendario
El calendario previsto para las distintas competiciones es el siguiente:
| P | Preliminar | E | Eliminatorias | C | Clasificación | ½ | Semifinales | F | Final |

| Fecha →               | Sá 19 | Sá 19 | Do 20 | Do 20 | Do 20 | Lu 21 | Lu 21 | Ma 22 | Mi 23 | Mi 23 | Ju 24 | Ju 24 | Vi 25 | Vi 25 | Sá 26 | Sá 26 | Do 27 | Do 27 |
| --------------------- | ----- | ----- | ----- | ----- | ----- | ----- | ----- | ----- | ----- | ----- | ----- | ----- | ----- | ----- | ----- | ----- | ----- | ----- |
| Prueba ↓              | M     | T     | M     | T     | T     | T     | T     | T     | M     | T     | M     | T     | M     | T     | M     | T     | M     | T     |
| 100 m                 | P     | E     |       | ½     | F     |       |       |       |       |       |       |       |       |       |       |       |       |       |
| 200 m                 |       |       |       |       |       |       |       |       | E     |       |       | ½     |       | F     |       |       |       |       |
| 400 m                 |       |       | E     |       |       |       |       | ½     |       |       |       | F     |       |       |       |       |       |       |
| 800 m                 |       |       |       |       |       |       |       | E     |       |       |       | ½     |       |       |       | F     |       |       |
| 1500 m                |       | E     |       | ½     | ½     |       |       |       |       | F     |       |       |       |       |       |       |       |       |
| 5000 m                |       |       |       |       |       |       |       |       |       |       |       | E     |       |       |       |       |       | F     |
| 10 000 m              |       |       |       | F     | F     |       |       |       |       |       |       |       |       |       |       |       |       |       |
| Maratón               |       |       |       |       |       |       |       |       |       |       |       |       |       |       |       |       | F     |       |
| 110 m vallas          |       |       | E     |       |       | ½     | F     |       |       |       |       |       |       |       |       |       |       |       |
| 400 m vallas          |       |       | E     |       |       | ½     | ½     |       |       | F     |       |       |       |       |       |       |       |       |
| 3000 m con obstáculos | E     |       |       |       |       |       |       | F     |       |       |       |       |       |       |       |       |       |       |
| 4 × 100 m             |       |       |       |       |       |       |       |       |       |       |       |       |       | E     |       | F     |       |       |
| 4 × 400 m             |       |       |       |       |       |       |       |       |       |       |       |       |       |       |       | E     |       | F     |
| 4 × 400 m mixto       | E     | F     |       |       |       |       |       |       |       |       |       |       |       |       |       |       |       |       |
| 20 km marcha          | F     |       |       |       |       |       |       |       |       |       |       |       |       |       |       |       |       |       |
| 35 km marcha          |       |       |       |       |       |       |       |       |       |       | F     |       |       |       |       |       |       |       |
| Salto de longitud     |       |       |       |       |       |       |       |       | C     |       |       | F     |       |       |       |       |       |       |
| Triple salto          |       | C     |       |       |       | F     | F     |       |       |       |       |       |       |       |       |       |       |       |
| Salto de altura       |       |       | C     |       |       |       |       | F     |       |       |       |       |       |       |       |       |       |       |
| Salto con pértiga     |       |       |       |       |       |       |       |       | C     |       |       |       |       |       |       | F     |       |       |
| Peso                  | C     | F     |       |       |       |       |       |       |       |       |       |       |       |       |       |       |       |       |
| Disco                 |       | C     |       |       |       | F     | F     |       |       |       |       |       |       |       |       |       |       |       |
| Martillo              | C     |       |       | F     | F     |       |       |       |       |       |       |       |       |       |       |       |       |       |
| Jabalina              |       |       |       |       |       |       |       |       |       |       |       |       | C     |       |       |       |       | F     |
| Decatlón              |       |       |       |       |       |       |       |       |       |       |       |       | F     | F     | F     | F     |       |       |

| Fecha →               | Sá 19 | Sá 19 | Do 20 | Do 20 | Lu 21 | Lu 21 | Ma 22 | Mi 23 | Mi 23 | Ju 24 | Ju 24 | Vi 25 | Vi 25 | Sá 26 | Sá 26 | Do 27 | Do 27 |
| --------------------- | ----- | ----- | ----- | ----- | ----- | ----- | ----- | ----- | ----- | ----- | ----- | ----- | ----- | ----- | ----- | ----- | ----- |
| Prueba ↓              | M     | T     | M     | T     | T     | T     | T     | M     | T     | M     | T     | M     | T     | M     | T     | M     | T     |
| 100 m                 |       |       | E     |       | ½     | F     |       |       |       |       |       |       |       |       |       |       |       |
| 200 m                 |       |       |       |       |       |       |       | E     |       |       | ½     |       | F     |       |       |       |       |
| 400 m                 |       |       | E     |       | ½     | ½     |       |       | F     |       |       |       |       |       |       |       |       |
| 800 m                 |       |       |       |       |       |       |       | E     |       |       |       |       | ½     |       |       |       | F     |
| 1500 m                | E     |       |       | ½     |       |       | F     |       |       |       |       |       |       |       |       |       |       |
| 5000 m                |       |       |       |       |       |       |       | E     |       |       |       |       |       |       | F     |       |       |
| 10 000 m              |       | F     |       |       |       |       |       |       |       |       |       |       |       |       |       |       |       |
| Maratón               |       |       |       |       |       |       |       |       |       |       |       |       |       | F     |       |       |       |
| 100 m vallas          |       |       |       |       |       |       | E     |       | ½     |       | F     |       |       |       |       |       |       |
| 400 m vallas          |       |       |       |       | E     | E     | ½     |       |       |       | F     |       |       |       |       |       |       |
| 3000 m con obstáculos |       |       |       |       |       |       |       |       | E     |       |       |       |       |       |       |       | F     |
| 4 × 100 m             |       |       |       |       |       |       |       |       |       |       |       |       | E     |       | F     |       |       |
| 4 × 400 m             |       |       |       |       |       |       |       |       |       |       |       |       |       |       | E     |       | F     |
| 4 × 400 m mixto       | E     | F     |       |       |       |       |       |       |       |       |       |       |       |       |       |       |       |
| 20 km marcha          |       |       | F     |       |       |       |       |       |       |       |       |       |       |       |       |       |       |
| 35 km marcha          |       |       |       |       |       |       |       |       |       | F     |       |       |       |       |       |       |       |
| Salto de longitud     | C     |       |       | F     |       |       |       |       |       |       |       |       |       |       |       |       |       |
| Triple salto          |       |       |       |       |       |       |       |       | C     |       |       |       | F     |       |       |       |       |
| Salto de altura       |       |       |       |       |       |       |       |       |       |       |       | C     |       |       |       |       | F     |
| Salto con pértiga     |       |       |       |       | C     | C     |       |       | F     |       |       |       |       |       |       |       |       |
| Peso                  |       |       |       |       |       |       |       |       |       |       |       |       |       | C     | F     |       |       |
| Disco                 |       |       | C     |       |       |       | F     |       |       |       |       |       |       |       |       |       |       |
| Martillo              |       |       |       |       |       |       |       |       | C     |       | F     |       |       |       |       |       |       |
| Jabalina              |       |       |       |       |       |       |       | C     |       |       |       |       | F     |       |       |       |       |
| Heptatlón             | F     | F     | F     | F     |       |       |       |       |       |       |       |       |       |       |       |       |       |

## Resultados

### Masculino
| Evento                    | Oro                                                                            | Plata                                                                            | Bronce                                                                         |
| ------------------------- | ------------------------------------------------------------------------------ | -------------------------------------------------------------------------------- | ------------------------------------------------------------------------------ |
| 100 m (20.08)             | Noah Lyles Estados Unidos 9,83                                                 | Letsile Tebogo Botsuana 9,88                                                     | Zharnel Hughes Reino Unido 9,88                                                |
| 200 m (25.08)             | Noah Lyles Estados Unidos 19,52                                                | Erriyon Knighton Estados Unidos 19,75                                            | Letsile Tebogo Botsuana 19,81                                                  |
| 400 m (24.08)             | Antonio Watson Jamaica 44,22                                                   | Matthew Hudson-Smith Reino Unido 44,31                                           | Quincy Hall Estados Unidos 44,37                                               |
| 800 m (26.08)             | Marco Arop · Canadá · 1:44,24                                                  | Emmanuel Wanyonyi Kenia 1:44,53                                                  | Ben Pattison Reino Unido 1:44,83                                               |
| 1500 m (23.08)            | Josh Kerr Reino Unido 3:29,38                                                  | Jakob Ingebrigtsen · Noruega · 3:29,65                                           | Narve Gilje Nordås · Noruega · 3:29,68                                         |
| 5000 m (27.08)            | Jakob Ingebrigtsen · Noruega · 13:11,30                                        | Mohamed Katir · España · 13:11,44                                                | Jacob Krop Kenia 13:12,28                                                      |
| 10 000 m (20.08)          | Joshua Cheptegei Uganda 27:51,42                                               | Daniel Ebenyo Kenia 27:52,60                                                     | Selemon Barega Etiopía 27:52,72                                                |
| 110 m vallas (21.08)      | Grant Holloway Estados Unidos 12,96                                            | Hansle Parchment Jamaica 13,07                                                   | Daniel Roberts Estados Unidos 13,09                                            |
| 400 m vallas (23.08)      | Karsten Warholm · Noruega · 46,89                                              | Kyron McMaster Islas Vírgenes Británicas 47,34                                   | Rai Benjamin Estados Unidos 47,56                                              |
| 3000 m obstáculos (22.08) | Sufián El Bakkali Marruecos 8:03,53                                            | Lamecha Girma Etiopía 8:05,44                                                    | Abraham Kibiwot Kenia 8:11,98                                                  |
| 20 km marcha (19.08)      | Álvaro Martín · España · 1:17:32                                               | Perseus Karlström · Suecia · 1:17:39                                             | Caio Bonfim · Brasil · 1:17:47                                                 |
| 35 km marcha (24.08)      | Álvaro Martín · España · 2:24:30                                               | Daniel Pintado · Ecuador · 2:24:34                                               | Masatora Kawano Japón 2:25:12                                                  |
| Maratón (27.08)           | Victor Kiplangat Uganda 2:08:53                                                | Maru Teferi Israel 2:09:12                                                       | Leul Gebresilase Etiopía 2:09:19                                               |
| Salto de altura (22.08)   | Gianmarco Tamberi · Italia · 2,36 m                                            | JuVaughn Harrison Estados Unidos 2,36 m                                          | Mutaz Essa Barshim Catar 2,33 m                                                |
| Salto con pértiga (26.08) | Armand Duplantis · Suecia · 6,10                                               | Ernest Obiena Filipinas 6,00                                                     | Kurtis Marschall Australia Christopher Nilsen Estados Unidos 5,95              |
| Salto de longitud (24.08) | Miltiadis Tentoglu · Grecia · 8,52                                             | Wayne Pinnock Jamaica 8,50                                                       | Tajay Gayle Jamaica 8,27                                                       |
| Triple salto (21.08)      | Hugues Fabrice Zango Burkina Faso 17,64                                        | Lázaro Martínez Santray · Cuba · 17,41                                           | Cristian Nápoles · Cuba · 17,40                                                |
| Peso (19.08)              | Ryan Crouser Estados Unidos 23,51                                              | Leonardo Fabbri · Italia · 22,34                                                 | Joe Kovacs Estados Unidos 22,12                                                |
| Disco (21.08)             | Daniel Ståhl · Suecia · 71,46                                                  | Kristjan Čeh Eslovenia 70,02                                                     | Mykolas Alekna · Lituania · 68,85                                              |
| Martillo (20.08)          | Ethan Katzberg · Canadá · 81,25                                                | Wojciech Nowicki · Polonia · 81,02                                               | Bence Halász · Hungría · 80,82                                                 |
| Jabalina (27.08)          | Neeraj Chopra India 88,17                                                      | Arshad Nadeem Pakistán 87,82                                                     | Jakub Vadlejch · República Checa · 86,67                                       |
| 4 × 100 m (26.08)         | Estados Unidos Christian Coleman Fred Kerley Brandon Carnes Noah Lyles 37,38   | Italia · Roberto Rigali · Marcell Jacobs · Lorenzo Patta · Filippo Tortu · 37,62 | Jamaica Ackeem Blake Oblique Seville Ryiem Forde Rohan Watson 37,76            |
| 4 × 400 m (27.08)         | Estados Unidos Quincy Hall Vernon Norwood Justin Robinson Rai Benjamin 2:57,31 | Francia Ludvy Vaillant Gilles Biron David Sombé Téo Andant 2:58,45               | Reino Unido Alex Haydock-Wilson Charles Dobson Lewis Davey Rio Mitcham 2:58,71 |
| Decatlón (26.08)          | Pierce LePage · Canadá · 8909 pts.                                             | Damian Warner · Canadá · 8804 pts.                                               | Lindon Victor Granada 8756 pts.                                                |

### Femenino
| Evento                    | Oro                                                                                      | Plata                                                                                    | Bronce                                                                          |
| ------------------------- | ---------------------------------------------------------------------------------------- | ---------------------------------------------------------------------------------------- | ------------------------------------------------------------------------------- |
| 100 m (21.08)             | Sha'Carri Richardson Estados Unidos 10,65                                                | Shericka Jackson Jamaica 10,72                                                           | Shelly-Ann Fraser-Pryce Jamaica 10,77                                           |
| 200 m (25.08)             | Shericka Jackson Jamaica 21,41                                                           | Gabrielle Thomas Estados Unidos 21,81                                                    | Sha'Carri Richardson Estados Unidos 21,92                                       |
| 400 m (23.08)             | Marileidy Paulino · República Dominicana · 48,76                                         | Natalia Kaczmarek · Polonia · 49,57                                                      | Sada Williams Barbados 49,60                                                    |
| 800 m (27.08)             | Mary Moraa Kenia 1:56,03                                                                 | Keely Hodgkinson Reino Unido 1:56,34                                                     | Athing Mu Estados Unidos 1:56,61                                                |
| 1500 m (22.08)            | Faith Kipyegon Kenia 3:54,87                                                             | Diribe Welteji Etiopía 3:55,69                                                           | Sifan Hassan · Países Bajos · 3:56,00                                           |
| 5000 m (26.08)            | Faith Kipyegon Kenia 14:53,88                                                            | Sifan Hassan · Países Bajos · 14:54,11                                                   | Beatrice Chebet Kenia 14:54,33                                                  |
| 10 000 m (19.08)          | Gudaf Tsegay Etiopía 31:27,18                                                            | Letesenbet Gidey Etiopía 31:28,16                                                        | Ejgayehu Taye Etiopía 31:28,31                                                  |
| 100 m vallas (24.08)      | Danielle Williams Jamaica 12,43                                                          | Jasmine Camacho-Quinn Puerto Rico 12,44                                                  | Kendra Harrison Estados Unidos 12,46                                            |
| 400 m vallas (24.08)      | Femke Bol · Países Bajos · 51,70                                                         | Shamier Little Estados Unidos 52,80                                                      | Rushell Clayton Jamaica 52,81                                                   |
| 3000 m obstáculos (27.08) | Winfred Yavi Baréin 8:54,29                                                              | Beatrice Chepkoech Kenia 8:58,98                                                         | Faith Cherotich Kenia 9:00,69                                                   |
| 20 km marcha (20.08)      | María Pérez · España · 1:26:51                                                           | Jemima Montag Australia 1:27:16                                                          | Antonella Palmisano · Italia · 1:27:26                                          |
| 35 km marcha (24.08)      | María Pérez · España · 2:38:40                                                           | Kimberly García · Perú · 2:40:52                                                         | Antigoni Drisbioti · Grecia · 2:43:22                                           |
| Maratón (26.08)           | Amane Shankule Etiopía 2:24:23                                                           | Gotytom Gebreslase Etiopía 2:24:34                                                       | Fatima Gardadi Marruecos 2:25:17                                                |
| Salto de altura (27.08)   | Yaroslava Mahuchij · Ucrania · 2,01 m                                                    | Eleanor Patterson Australia 1,99 m                                                       | Nicola Olyslagers Australia 1,99 m                                              |
| Salto con pértiga (23.08) | Katie Moon Estados Unidos Nina Kennedy Australia 4,90                                    | —                                                                                        | Wilma Murto · Finlandia · 4,80                                                  |
| Salto de longitud (20.08) | Ivana Vuleta Serbia 7,14                                                                 | Tara Davis-Woodhall Estados Unidos 6,91                                                  | Alina Rotaru-Kottmann · Rumania · 6,88                                          |
| Triple salto (25.08)      | Yulimar Rojas · Venezuela · 15,08                                                        | Maryna Bej-Romanchuk · Ucrania · 15,00                                                   | Leyanis Pérez · Cuba · 14,96                                                    |
| Peso (26.08)              | Chase Ealey Estados Unidos 20,43                                                         | Sarah Mitton · Canadá · 20,08                                                            | Gong Lijiao China 19,69                                                         |
| Disco (22.08)             | Laulauga Tausaga Estados Unidos 69,49                                                    | Valarie Allman Estados Unidos 69,23                                                      | Feng Bin China 68,20                                                            |
| Martillo (24.08)          | Camryn Rogers · Canadá · 77,22                                                           | Janee' Kassanavoid Estados Unidos 76,36                                                  | DeAnna Price Estados Unidos 75,41                                               |
| Jabalina (25.08)          | Haruka Kitaguchi Japón 66,73                                                             | Flor Ruiz · Colombia · 65,47                                                             | Mackenzie Little Australia 63,80                                                |
| 4 × 100 m (26.08)         | Estados Unidos Tamari Davis Twanisha Terry Gabrielle Thomas Sha'Carri Richardson 41,03   | Jamaica Natasha Morrison Shelly-Ann Fraser-Pryce Shashalee Forbes Shericka Jackson 41,21 | Reino Unido Asha Philip Imani-Lara Lansiquot Bianca Williams Daryll Neita 41,97 |
| 4 × 400 m (27.08)         | Países Bajos · Eveline Saalberg · Lieke Klaver · Cathelijn Peeters · Femke Bol · 3:20,72 | Jamaica Candice McLeod Janieve Russell Nickisha Pryce Stacey-Ann Williams 3:20,88        | Reino Unido Laviai Nielsen Amber Anning Amarachi Pipi Nicole Yeargin 3:21,04    |
| Heptatlón (20.08)         | Katarina Johnson-Thompson Reino Unido 6740 pts.                                          | Anna Hall Estados Unidos 6720 pts.                                                       | Anouk Vetter · Países Bajos · 6501 pts.                                         |

### Mixto
| Evento            | Oro                                                                                  | Plata                                                                | Bronce                                                                                     |
| ----------------- | ------------------------------------------------------------------------------------ | -------------------------------------------------------------------- | ------------------------------------------------------------------------------------------ |
| 4 × 400 m (19.08) | Estados Unidos Justin Robinson Rosey Effiong Matthew Boling Alexis Holmes 3:08,80 RM | Reino Unido Lewis Davey Laviai Nielsen Rio Mitcham Mary John 3:11,06 | República Checa · Matěj Krsek · Tereza Petržilková · Patrik Šorm · Lada Vondrová · 3:11,98 |

## Medallero
| Núm. | País                      | Oro | Plata | Bronce | Total |
| ---- | ------------------------- | --- | ----- | ------ | ----- |
| 1    | Estados Unidos            | 12  | 8     | 9      | 29    |
| 2    | Canadá                    | 4   | 2     | 0      | 6     |
| 3    | España                    | 4   | 1     | 0      | 5     |
| 4    | Jamaica                   | 3   | 5     | 4      | 12    |
| 5    | Kenia                     | 3   | 3     | 4      | 10    |
| 6    | Etiopía                   | 2   | 4     | 3      | 9     |
| 7    | Reino Unido               | 2   | 3     | 5      | 10    |
| 8    | Países Bajos              | 2   | 1     | 2      | 5     |
| 9    | Noruega                   | 2   | 1     | 1      | 4     |
| 10   | Suecia                    | 2   | 1     | 0      | 3     |
| 11   | Uganda                    | 2   | 0     | 0      | 2     |
| 12   | Australia                 | 1   | 2     | 3      | 6     |
| 13   | Italia                    | 1   | 2     | 1      | 4     |
| 14   | Ucrania                   | 1   | 1     | 0      | 2     |
| 15   | Grecia                    | 1   | 0     | 1      | 2     |
| 15   | Japón                     | 1   | 0     | 1      | 2     |
| 15   | Marruecos                 | 1   | 0     | 1      | 2     |
| 18   | Baréin                    | 1   | 0     | 0      | 1     |
| 18   | Burkina Faso              | 1   | 0     | 0      | 1     |
| 18   | India                     | 1   | 0     | 0      | 1     |
| 18   | República Dominicana      | 1   | 0     | 0      | 1     |
| 18   | Serbia                    | 1   | 0     | 0      | 1     |
| 18   | Venezuela                 | 1   | 0     | 0      | 1     |
| 24   | Polonia                   | 0   | 2     | 0      | 2     |
| 25   | Cuba                      | 0   | 1     | 2      | 3     |
| 26   | Botsuana                  | 0   | 1     | 1      | 2     |
| 27   | Colombia                  | 0   | 1     | 0      | 1     |
| 27   | Ecuador                   | 0   | 1     | 0      | 1     |
| 27   | Eslovenia                 | 0   | 1     | 0      | 1     |
| 27   | Filipinas                 | 0   | 1     | 0      | 1     |
| 27   | Francia                   | 0   | 1     | 0      | 1     |
| 27   | Islas Vírgenes Británicas | 0   | 1     | 0      | 1     |
| 27   | Israel                    | 0   | 1     | 0      | 1     |
| 27   | Pakistán                  | 0   | 1     | 0      | 1     |
| 27   | Perú                      | 0   | 1     | 0      | 1     |
| 27   | Puerto Rico               | 0   | 1     | 0      | 1     |
| 37   | China                     | 0   | 0     | 2      | 2     |
| 37   | República Checa           | 0   | 0     | 2      | 2     |
| 39   | Barbados                  | 0   | 0     | 1      | 1     |
| 39   | Brasil                    | 0   | 0     | 1      | 1     |
| 39   | Catar                     | 0   | 0     | 1      | 1     |
| 39   | Finlandia                 | 0   | 0     | 1      | 1     |
| 39   | Granada                   | 0   | 0     | 1      | 1     |
| 39   | Hungría                   | 0   | 0     | 1      | 1     |
| 39   | Lituania                  | 0   | 0     | 1      | 1     |
| 39   | Rumania                   | 0   | 0     | 1      | 1     |
|      | TOTAL                     | 50  | 48    | 50     | 148   |

## Tabla de posiciones
| | País                      |    |   |   | 4.º | 5.º | 6.º | 7.º | 8.º | Ptos. |
| --- | ------------------------- | -- | - | - | --- | --- | --- | --- | --- | ----- |
| 1 | Estados Unidos            | 12 | 8 | 9 | 3   | 6   | 4   | 7   | 6   | 277   |
| 2 | Jamaica                   | 3  | 5 | 4 | 5   | 5   | 0   | 4   | 3   | 139   |
| 3 | Kenia                     | 3  | 3 | 4 | 4   | 2   | 2   | 3   | 3   | 112   |
| 4 | Reino Unido               | 2  | 3 | 5 | 3   | 3   | 1   | 1   | 3   | 102   |
| 5 | Etiopía                   | 2  | 4 | 3 | 2   | 3   | 3   | 1   | 1   | 96    |
| 6 | Canadá                    | 4  | 2 | 0 | 3   | 0   | 2   | 1   | 1   | 70    |
| 7 | España                    | 4  | 1 | 0 | 1   | 1   | 2   | 0   | 1   | 55    |
| 8 | Australia                 | 1  | 2 | 3 | 1   | 0   | 0   | 2   | 2   | 51    |
| 8 | Italia                    | 1  | 2 | 1 | 1   | 1   | 2   | 3   | 2   | 51    |
| 8 | Países Bajos              | 2  | 1 | 2 | 1   | 1   | 2   | 0   | 1   | 51    |
| 11 | Japón                     | 1  | 0 | 1 | 0   | 2   | 3   | 2   | 2   | 37    |
| 12 | Alemania                  | 0  | 0 | 0 | 1   | 4   | 2   | 3   | 3   | 36    |
| 13 | Noruega                   | 2  | 1 | 1 | 0   | 0   | 1   | 1   | 1   | 35    |
| 14 | China                     | 0  | 0 | 2 | 1   | 1   | 3   | 1   | 1   | 33    |
| 15 | Polonia                   | 0  | 2 | 0 | 1   | 1   | 2   | 0   | 2   | 31    |
| 16 | Francia                   | 0  | 1 | 0 | 1   | 2   | 2   | 1   | 1   | 29    |
| 17 | Cuba                      | 0  | 1 | 2 | 1   | 0   | 1   | 0   | 0   | 27    |
| 17 | Suecia                    | 2  | 1 | 0 | 0   | 0   | 1   | 0   | 1   | 27    |
| 19 | Uganda                    | 2  | 0 | 0 | 0   | 1   | 0   | 1   | 1   | 23    |
| 19 | Ucrania                   | 1  | 1 | 0 | 0   | 2   | 0   | 0   | 0   | 23    |
| 21 | India                     | 1  | 0 | 0 | 0   | 2   | 1   | 0   | 0   | 19    |
| 22 | Brasil                    | 0  | 0 | 1 | 1   | 1   | 0   | 0   | 3   | 18    |
| 23 | Bélgica                   | 0  | 0 | 0 | 0   | 3   | 1   | 1   | 0   | 17    |
| 24 | Botsuana                  | 0  | 1 | 1 | 0   | 0   | 1   | 0   | 0   | 16    |
| 25 | Finlandia                 | 0  | 0 | 1 | 0   | 1   | 1   | 1   | 0   | 15    |
| 25 | Perú                      | 0  | 1 | 0 | 1   | 0   | 1   | 0   | 0   | 15    |
| 25 | Eslovenia                 | 0  | 1 | 0 | 1   | 0   | 1   | 0   | 0   | 15    |
| 28 | República Checa           | 0  | 0 | 2 | 0   | 0   | 0   | 1   | 0   | 14    |
| 28 | Grecia                    | 1  | 0 | 1 | 0   | 0   | 0   | 0   | 0   | 14    |
| 28 | Irlanda                   | 0  | 0 | 0 | 2   | 0   | 1   | 0   | 1   | 14    |
| 28 | Marruecos                 | 1  | 0 | 1 | 0   | 0   | 0   | 0   | 0   | 14    |
| 28 | Nueva Zelanda             | 0  | 0 | 0 | 1   | 1   | 1   | 1   | 0   | 14    |
| 33 | Baréin                    | 1  | 0 | 0 | 1   | 0   | 0   | 0   | 0   | 13    |
| 34 | Ecuador                   | 0  | 1 | 0 | 0   | 0   | 1   | 1   | 0   | 12    |
| 34 | Israel                    | 0  | 1 | 0 | 1   | 0   | 0   | 0   | 0   | 12    |
| 36 | Hungría                   | 0  | 0 | 1 | 1   | 0   | 0   | 0   | 0   | 11    |
| 37 | Burkina Faso              | 1  | 0 | 0 | 0   | 0   | 0   | 1   | 0   | 10    |
| 37 | República Dominicana      | 1  | 0 | 0 | 0   | 0   | 0   | 1   | 0   | 10    |
| 37 | Estonia                   | 0  | 0 | 0 | 1   | 0   | 1   | 1   | 0   | 10    |
| 37 | Lituania                  | 0  | 0 | 1 | 0   | 0   | 1   | 0   | 1   | 10    |
| 37 | Serbia                    | 1  | 0 | 0 | 0   | 0   | 0   | 1   | 0   | 10    |
| 42 | Santa Lucía               | 0  | 0 | 0 | 1   | 1   | 0   | 0   | 0   | 9     |
| 42 | Venezuela                 | 1  | 0 | 0 | 0   | 0   | 0   | 0   | 1   | 9     |
| 44 | Bahamas                   | 0  | 0 | 0 | 1   | 0   | 1   | 0   | 0   | 8     |
| 44 | Suiza                     | 0  | 0 | 0 | 0   | 1   | 0   | 2   | 0   | 8     |
| 44 | Argelia                   | 0  | 0 | 0 | 0   | 2   | 0   | 0   | 0   | 8     |
| 44 | Nigeria                   | 0  | 0 | 0 | 1   | 0   | 1   | 0   | 0   | 8     |
| 44 | Rumania                   | 0  | 0 | 1 | 0   | 0   | 0   | 1   | 0   | 8     |
| 49 | Colombia                  | 0  | 1 | 0 | 0   | 0   | 0   | 0   | 0   | 7     |
| 49 | Pakistán                  | 0  | 1 | 0 | 0   | 0   | 0   | 0   | 0   | 7     |
| 49 | Filipinas                 | 0  | 1 | 0 | 0   | 0   | 0   | 0   | 0   | 7     |
| 49 | Puerto Rico               | 0  | 1 | 0 | 0   | 0   | 0   | 0   | 0   | 7     |
| 49 | Islas Vírgenes Británicas | 0  | 1 | 0 | 0   | 0   | 0   | 0   | 0   | 7     |
| 54 | Austria                   | 0  | 0 | 0 | 0   | 1   | 0   | 1   | 0   | 6     |
| 54 | Barbados                  | 0  | 0 | 1 | 0   | 0   | 0   | 0   | 0   | 6     |
| 54 | Costa de Marfil           | 0  | 0 | 0 | 1   | 0   | 0   | 0   | 1   | 6     |
| 54 | Granada                   | 0  | 0 | 1 | 0   | 0   | 0   | 0   | 0   | 6     |
| 54 | Croacia                   | 0  | 0 | 0 | 0   | 1   | 0   | 1   | 0   | 6     |
| 54 | Portugal                  | 0  | 0 | 0 | 1   | 0   | 0   | 0   | 1   | 6     |
| 54 | Catar                     | 0  | 0 | 1 | 0   | 0   | 0   | 0   | 0   | 6     |
| 61 | Azerbaiyán                | 0  | 0 | 0 | 1   | 0   | 0   | 0   | 0   | 5     |
| 61 | Guatemala                 | 0  | 0 | 0 | 1   | 0   | 0   | 0   | 0   | 5     |
| 61 | Lesoto                    | 0  | 0 | 0 | 1   | 0   | 0   | 0   | 0   | 5     |
| 61 | Letonia                   | 0  | 0 | 0 | 1   | 0   | 0   | 0   | 0   | 5     |
| 65 | Dominica                  | 0  | 0 | 0 | 0   | 1   | 0   | 0   | 0   | 4     |
| 65 | México                    | 0  | 0 | 0 | 0   | 1   | 0   | 0   | 0   | 4     |
| 67 | Corea del Sur             | 0  | 0 | 0 | 0   | 0   | 1   | 0   | 0   | 3     |
| 68 | Burundi                   | 0  | 0 | 0 | 0   | 0   | 0   | 1   | 0   | 2     |
| 68 | Sudáfrica                 | 0  | 0 | 0 | 0   | 0   | 0   | 1   | 0   | 2     |
| 70 | Albania                   | 0  | 0 | 0 | 0   | 0   | 0   | 0   | 1   | 1     |
| 70 | Eritrea                   | 0  | 0 | 0 | 0   | 0   | 0   | 0   | 1   | 1     |
| Fuente: World Athletics - Tabla de posiciones del Campeonato Mundial de Atletismo de 2023; actualización automática |                           |    |   |   |     |     |     |     |     |       |